# Srilankite
La srilankite è un minerale.